# Meg Foster
Meg Foster (Reading, 10 de maio de 1948) é uma atriz americana. Desde os anos 1990, Meg tem atuado mais em teatro e em filmes B.

## Filmografia
- 2016 - 31.
- 2014 - The Originals (TV series)
- 2013 - Ravenswood (TV series)
- 2013 - Pretty Little Liars (TV series)
- 2013 - O Mensalista (TV series)
- 2013 - Hjem (TV series)
- 2012 - The Lords of Salem
- 2012 - Sebastian
- 2011 - 25 Hill
- 2006 - Lost Valley
- 2004 - Coming Up Easy
- 1999 - The Minus Man
- 1998 - Spoiler
- 1998 - Lost Valley
- 1998 - The Man in the Iron Mask
- 1997 - Deep Family Secrets
- 1996 - Oblivion 2: Backlash
- 1996 - Space Marines
- 1995 - Undercover Heat
- 1995 - The Killers Within
- 1994 - Lady In Waiting
- 1994 - Immortal Combat
- 1994 - Oblivion (filme)
- 1994 - Shrunken Heads
- 1993 - Best of the Best 2
- 1993 - Hidden Fears
- 1992 - Shadowchaser
- 1992 - To Catch a Killer
- 1992 - Dead On: Relentless II
- 1991 - Future Kick
- 1991 - Diplomatic Immunity
- 1990 - Back Stab
- 1990 - Jezebel's Kiss
- 1990 - Tripwire
- 1989 - Stepfather II
- 1989 - Relentless
- 1989 - Blind Fury
- 1989 - Leviathan
- 1988 - They Live
- 1988 - Betrayal of Silence
- 1987 - Desperate
- 1987 - Masters of the Universe
- 1987 - The Wind
- 1986 - Riding Fast
- 1985 - The Emerald Forest
- 1984 - Best Kept Secrets
- 1983 - The Osterman Weekend
- 1983 - Desperate Intruder
- 1982 - Cagney & Lacey
- 1981 - Ticket to Heaven
- 1980 - The Legend of Sleepy Hollow
- 1980 - Guyana Tragedy: The Story of Jim Jones
- 1980 - Carny
- 1979 - The Scarlet Letter
- 1978 - A Different Story
- 1977 - Sunshine Christmas
- 1977 - Washington: Behind Closed Doors
- 1976 - James Dean
- 1975 - Promise Him Anything
- 1974 - Things in Their Season
- 1974 - Welcome to Arrow Beach
- 1972 - Thumb Tripping
- 1971 - The Death of Me Yet
- 1971 - The Todd Killings
- 1970 - Adam at 6 A.M.